# Peix estacional
Peixos estacionals també anomenats peixos anuals, són espècies de peixos d'aigua dolça que habiten estanys que s'assequen durant l'estació seca a l'Àfrica i l'Amèrica del Sud. Per a sobreviure a l'extinció ponen embrions resistents a la sequera que pateixen diverses fases d'aturades reversibles del desenvolupament embrionari o diapauses. Malgrat la sequera recurrent, algunes fins i tot durant molts anys, aquests peixos són capaços de mantenir poblacions permanents.

## Uns gèneres destacats
- Aphyosemion
- Leptolebias
- Nothobranchius
- Spectrolebias